# Claudia Momoni
 (octobre 2023).
Claudia Momoni, née le 27 novembre 1963 à Rome, est une artiste italienne.
Claudia Momoni a dessiné la pièce de 10 centime d'euro italienne, avec pour motif la Naissance de Vénus par Sandro Botticelli.
Claudia Momoni est également l'artiste qui a gravé la pièce de collection de 5 euro 2004 du Vatican à l’occasion du cent cinquantième anniversaire de la proclamation du dogme de l'Immaculée Conception par la pape Pie IX en 1854.